# Mount Keira (del av en befolkad plats)
Mount Keira är en förort i Australien.   Den ligger i kommunen City of Wollongong och delstaten New South Wales, i den sydöstra delen av landet, 180 km nordost om huvudstaden Canberra. Mount Keira ligger 56 meter över havet och antalet invånare är 1 444.
Terrängen runt Mount Keira är platt österut, men västerut är den kuperad. Havet är nära Mount Keira österut. Trakten är tätbefolkad. Närmaste större samhälle är Wollongong, 3,6 km öster om Mount Keira. 